# Herb gminy Bierawa
Herb gminy Bierawa opolska

## Wygląd i symbolika
Herb przedstawia na tarczy topór do drewna ustawiony w słup, o srebrnym ostrzu i złotym stylisku. Z lewej strony topora widnieje pół srebrnego maszynowego koła zamachowego, z prawej strony topora pół złotego snopka zboża na zielonym podkładzie. Wokół umieszczono wieniec z dwunastu złotych gwiazd sześciopromiennych.